# Khalida Popal
Khalida Popal (en pachto : خالده پوپل), née à Kaboul, en Afghanistan en 1987, est une footballeuse afghane impliquée dans la défense des droits des femmes. Elle est la fondatrice et directrice de Girl Power Organization, la directrice des programmes et des événements de l'équipe nationale féminine de football d'Afghanistan, l'ambassadrice de la Street Child World Cup (en). Elle est également l'ancienne dirigeante du comité afghan de football féminin, l'ancienne capitaine de l'équipe nationale féminine de football d'Afghanistan et l'ancienne entraîneuse des équipes féminines de football des moins de 17 ans et des moins de 15 ans en Afghanistan.

## Jeunesse et formation
Popal est née en 1987 à Kaboul, en Afghanistan, dans une famille Pachtoune. Elle a fréquenté la Business Academy of Denmark, où elle a obtenu un diplôme en gestion du marketing international. Popal a appris à jouer au football par sa mère, qui était également professeur d'éducation physique et lui a enseigné le pouvoir du sport pour l'émancipation des femmes.
En tant qu'adolescente jouant au football, Popal était très vulnérable à la discrimination et à l'oppression alors que les talibans commençaient à prendre le contrôle des régions autour de Kaboul. À Kaboul, les femmes n'ont que peu ou pas de droits. Les talibans interdisent aux femmes de faire du sport et d'assister à des événements sportifs. Afin d'éviter d'être vues jouer au football par des hommes, Popal et ses amies jouent après l'école dans une cour isolée. Bien que ce soit interdit, de plus en plus de filles rejoignent Popal pour jouer au football. Forte de la croissance du nombre de jeunes joueuses, Popal déplace finalement l'aire de jeu vers des terrains publics. Même si le règne des talibans sur l'Afghanistan prend fin en 2001, Popal est toujours confrontée à la menace et à la vision de sa communauté locale. De nombreux membres de sa communauté désapprouvent le fait que les jeunes filles jouent au football et commencent à leur jeter des pierres et à les traiter de « prostituées » parce qu'elles jouent au football.

## Carrière
En 2007, avec l'approbation et le soutien de l'Association afghane de football, Popal forme la ligue afghane de football féminin avec ses amies. Pour sa sécurité, l'équipe s'entraîne dans une base de l'OTAN à Kaboul et dispute son premier match au Pakistan en 2008. Pour ce tout premier match, l'équipe affronte les Forces internationales d'assistance à la sécurité XI. Elles gagnent 5-0. En décembre 2010, l'équipe dispute son premier match international, perdant 13 à 0 contre le Népal au Championnat de football féminin d'Asie du Sud au Bangladesh. Au fur et à mesure que l'équipe grandit et commence finalement à avoir du succès dans le football, Popal devient une cible plus médiatisée pour les groupes extrémistes et misogynes.

## Exil
En 2011, Popal reçoit de nombreuses menaces de mort et décide de quitter l'Afghanistan. Elle part de Kaboul et se rend en Inde. Là, elle est constamment en déplacement car elle n'a pas de visa. De l'Inde, elle se rend en Norvège pour y demander asile. Popal atterrit finalement au Danemark, où elle vit dans un camp de réfugiés pendant près d'un an avant d'obtenir le droit de résidence. Popal cherche à jouer pour une équipe locale, mais elle a subi une grave blessure au genou qui l'a empêchée de rejouer au football.
Peu de temps après sa blessure au genou, Popal devient très déprimée. Elle doit demander l'aide de psychiatres et commence à prendre des antidépresseurs. Dans une interview en 2017, Popal déclare : « Soudain, je perdais tout. J'avais perdu mon pays, mon identité, j'étais dans un centre d'asile, j'avais perdu ma famille, je ne pouvais pas jouer. Je me sentais comme une poupée suspendue dans les airs. Je ne pouvais ni voler dans le ciel ni toucher le sol. » 

## Girl poweretStreet Child World Cup
Après la blessure qui a mis fin à sa carrière, Popal se tourne vers le travail avec les femmes dans les camps de réfugiés. Elle s'attache à leur enseigner le pouvoir du sport en tant que pratique thérapeutique et émancipatrice. Elle crée l'organisation Girl Power, qui se concentre sur le fait de donner aux femmes des communautés minoritaires la chance de rencontrer d'autres personnes comme elles et de développer une meilleure estime de soi et une meilleure confiance grâce au sport. L'objectif de l'organisation est d'utiliser le sport comme moyen de motiver et d'autonomiser les groupes minoritaires en Europe. Ces groupes comprennent les migrants, les femmes réfugiées et les membres de la communauté LGBT. L'organisation s'efforce de créer une prise de conscience et une compréhension des différentes cultures afin de promouvoir la tolérance religieuse et raciale dans les sociétés européennes. Girl power trouve des instructeurs bénévoles pour travailler dans tous les sports avec les réfugiés et s'efforce de les connecter avec les citoyens danois locaux.
Popal est également ambassadrice pour Street Child World Cup. Il s'agit d'une organisation qui programme des événements sportifs auxquels les enfants vivant dans la rue peuvent participer. Avant les grands événements sportifs mondiaux, dont la Coupe du monde 2018, Street Child World Cup rassemble des enfants vivant dans la pauvreté pour les faire participer à des tournois organisés. Ces tournois offrent des espaces de sécurité et d'autonomisation pour les enfants. Les enfants peuvent interagir avec les autres et, grâce à des œuvres d'arts visuels et à des événements collectifs, partager leur histoire et leur expérience.

## Collaboration avec Hummel
Au Danemark, Popal a également trouvé du travail avec Hummel, une entreprise danoise de vêtements de sport qui a conçu des tenues pour son équipe qui couvraient les femmes de la tête aux pieds conformément aux normes culturelles. Elle continue de travailler avec Hummel et d'autres ONG internationales pour lutter pour les droits des femmes dans le sport à travers le monde. Hummel a récemment fabriqué un nouveau maillot pour l'équipe nationale afghane de football féminin, qui couvre la tête d'une manière qui n'oblige pas les femmes à porter un hijab pendant les matchs. Le modèle créé par Hummel vise à fournir une forme sportive légère de hijab afin que les joueuses n'aient pas trop chaud lorsqu'elles le portent. L'objectif de travailler avec Hummel est de promouvoir un changement de mentalité autour du sport et des femmes, que les femmes qui font du sport ne vont pas à l'encontre d'une certaine culture ou religion.

## Impact de l'interdiction de voyager par le président Trump
Compte tenu de son temps passé dans les camps de réfugiés, Popal est toujours en mesure de repérer des talents dans ces camps qui pourraient aider l'équipe nationale afghane de football féminin, avec qui elle travaille toujours. De plus, elle recrute et travaille avec des entraîneurs américains qui ont joué au plus haut niveau, exerçant même aux États-Unis. Cependant, la décision du président américain Donald Trump d'interdire aux migrants afghans d'entrer aux États-Unis met en difficulté cet engagement. Popal déclare alors : « Nous ne pouvons pas continuer en Amérique parce que le président est contre les musulmans et les réfugiés. Si ces gens à l'intérieur de mon pays, ces prêcheurs de haine, n'ont pas pu m'arrêter, Donald Trump ni même une centaine de Trump ne m'arrêteront pas. » Compte tenu des circonstances, elle s'est concentrée sur la collaboration avec davantage d'entraîneurs et de femmes en Asie.

## Distinctions
En mars 2017, à l'occasion de la Journée internationale de la femme, Theirworld, une association mondiale d'éducation fondée par Sarah Brown, a reconnu le travail de Popal dans le cadre de sa campagne #RewritingTheCode. Le but et la mission de la campagne sont de protester et de contester les préjugés et les idéologies qui privent les femmes et les jeunes filles de l'égalité des chances. En 2017, en alliance avec Theirworld, Popal a reçu le Challenge Award 2017.
Popal a également reçu le prix Peace and Sport en 2017 pour ses efforts visant à utiliser le sport comme moyen d'autonomiser et de promouvoir les droits des femmes en Afghanistan. Le Prix Peace and Sport est dédié aux organisations et individus qui œuvrent pour la paix, la stabilité sociale et le dialogue par le sport.

## Action lors du retour des talibans
Vivant actuellement au Danemark avec sa famille, Popal continue de se battre pour les droits des femmes et l'égalité dans le sport. Après le retour des talibans au pouvoir en Afghanistan en août-septembre 2021, elle presse les footballeuses afghanes d'assurer leur sécurité en effaçant leurs comptes de médias sociaux et en se débarrassant de leurs maillots. Puis elle participe à la coordination de l'évacuation des jeunes footballeuses afghanes et de leurs familles. Elle contribue à la fuite de 75 personnes d'Afghanistan vers l'Australie, notamment des footballeuses et leurs familles. Alors que la Fédération afghane de football a dissous l'équipe nationale féminine, Khalida Popal publie en janvier 2023 une lettre cosignée par la lauréate du prix Nobel de la paix 2014 Malala Yousafzai, pour demander à la FIFA qu'elle reconnaisse l'équipe nationale en exil. En effet, l'équipe a été empêchée de participer à la Coupe du monde féminine de football parce que la FIFA subordonne son intégration à sa reconnaissance par la Fédération nationale afghane. Or, pour la Fédération de football afghane, une équipe nationale féminine ne peut pas exister.